# Albert von Sachsen (Historiker)

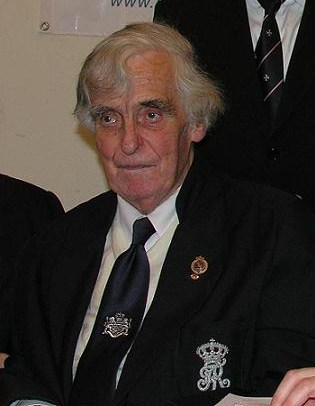
Albert Herzog zu Sachsen (2007)

Albrecht (Albert) Joseph Maria Franz-Xaver Prinz von Sachsen Herzog zu Sachsen (* 30. November 1934 in Bamberg; † 6. Oktober 2012 in München) war ein deutscher Historiker und Autor. Er stammte aus dem ehemals königlichen Haus Wettin; sein Großvater Friedrich August III. war der letzte sächsische König.

## Leben
Albert Prinz von Sachsen war der zweitälteste Sohn von Friedrich Christian Prinz von Sachsen und seiner Ehefrau Elisabeth Helene von Thurn und Taxis. Er legte 1954 am Bundesgymnasium in Bregenz (Österreich) die Matura ab. Nachdem seine Eltern und Geschwister mit Unterstützung der Familie seiner Mutter, den Thurn und Taxis, nach München übersiedelt waren, begann er 1955 an der Ludwig-Maximilians-Universität München ein Studium der Nationalökonomie, später dann Geschichte und Volkskunde. Am 13. Februar 1961 wurde er an der Philosophischen Fakultät der Universität München mit einer Arbeit über die Epoche seines Ur-Ur-Großvaters König Johann von Sachsen und die Reform der sächsischen Gewerbegesetzgebung zum Dr. phil. promoviert.

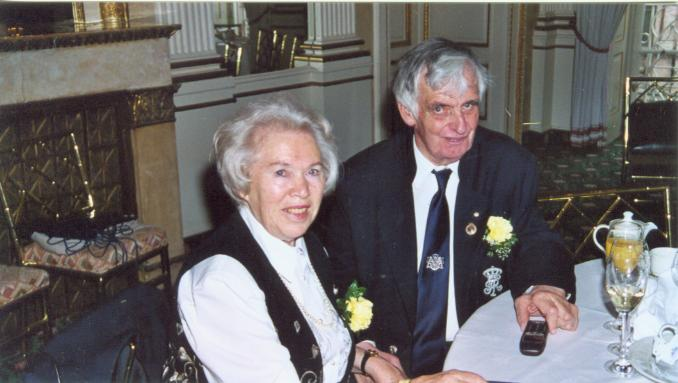
Albert Herzog zu Sachsen und seine Frau Elmira (2005)

Bereits am 30. Januar 1961 gründete er gemeinsam mit seinem Vater, seinem älteren Bruder Maria Emanuel von Sachsen, seiner Mutter, anderen Vertretern des ehemaligen sächsischen Adels, dem Kapitel des Königlich Sächsischen Militär-St. Heinrichs-Ordens, dem Verein der Dresdner sowie der Landsmannschaft Sachsen im Wirtschaftsgeschichtlichen Institut der Universität München die Studiengruppe für Sächsische Geschichte und Kultur e.V.
In der Folge arbeitete er als Geschichtswissenschaftler und Referent über Themen rund um das ehemalige Herzogtum und Königreich Sachsen sowie insbesondere dessen Beziehungen zu Bayern. Zeitweise war er auch stellvertretender Vorsitzender des Bundes der Mitteldeutschen. Im Jahr 1972 wurde er Mitglied des Mitteldeutschen Kulturrates e. V.

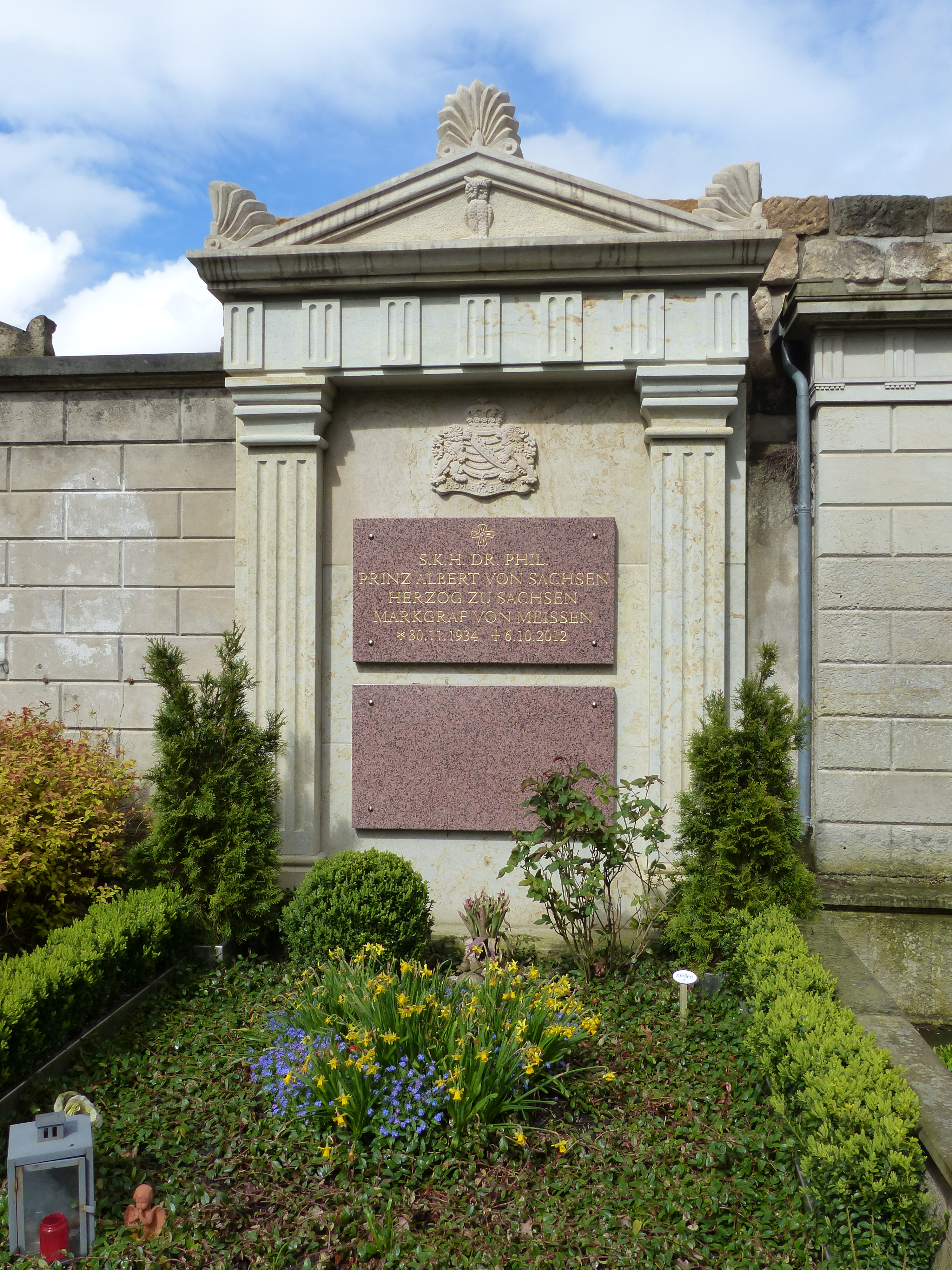
Grab auf dem Alten Katholischen Friedhof in Dresden

Am 12. April 1980 heiratete er in der Theatinerkirche in München Elmira Henke (1930–2022). Seine Ehefrau unterstützte ihn in seiner historisch-wissenschaftlichen Arbeit und beschäftigte sich vor allem auch mit volkskundlichen Themen. Die Ehe blieb kinderlos.
Im Sommer 1982 war es ihm erstmals seit seiner Jugendzeit möglich, die Heimat seiner Familie, Sachsen, zu besuchen. Weitere Besuche folgten 1983 und 1985, daraufhin erhielt er aus ungeklärten Gründen bis 1989/90 ein Einreiseverbot in die DDR. Am 22. Januar 1990 war er Teilnehmer an einer der Montagsdemonstrationen in Dresden und wurde überraschend plötzlich aufgefordert, über Lautsprecher zu der Menschenmenge zu sprechen. Dabei wies er auf die Aufgaben zum Aufbau des neuen Landes Sachsen hin und schloss mit den Worten „Hoch lebe Sachsen, Deutschland, Europa und die christlich-abendländische Kultur.“ In der Folge kandidierte er – allerdings erfolglos – für die DSU für ein Mandat im sächsischen Landtag sowie eine beratende Stellung in der Landesregierung.
Seit der Wende 1989/90 widmete er sich vorrangig Restitutionsforderungen seiner Familie in Sachsen. Auf der Grundlage des Ausgleichsleistungsgesetzes erreichte er die Rückübertragung verschiedener Kunstwerke und anderer Objekte. Er geriet in die Kritik, als er diese umgehend veräußerte.
Der früh an Kinderlähmung Erkrankte starb am 6. Oktober 2012 im Klinikum „Dritter Orden“ in München-Nymphenburg. Er war der „letzte männliche Erbe in der Enkelgeneration des letzten sächsischen Königs Friedrich August III.“ Seine letzte Ruhestätte fand er nach der Trauerfeier in der Dresdner Hofkirche am 12. Oktober 2012 auf dem Alten Katholischen Friedhof in Dresden-Friedrichstadt neben Carl Maria von Weber. Sein Grabmal wurde dort am 16. Mai 2015 feierlich eingeweiht.

## Streit um die Nachfolge als Chef des Hauses Sachsen
Da sein älterer Bruder Maria Emanuel († 23. Juli 2012) ebenfalls keine eigenen Kinder hatte, adoptierte jener 1999 den gemeinsamen Neffen Alexander Prinz von Sachsen-Gessaphe und erklärte diesen nach einer notariell beglaubigten Übereinkunft aller Mitglieder des Haus Wettin – Albertinische Linie e. V. gemäß den Satzungen des Vereins zu seinem unmittelbaren Nachfolger als Hauschef mit dem traditionellen Titel „Markgraf von Meißen“. Weil die wettinische Abkunft Alexanders Prinz von Sachsen-Gessaphes nur durch seine Mutter begründet und er somit kein Wettiner im Mannesstamm ist, wird diese Erbverfügung von den morganatischen Nachkommen des Prinzen Ernst Heinrich von Sachsen bezweifelt. 
Albert bestritt die Erbverfügung zuletzt und reklamierte für sich den Titel „Markgraf von Meißen“, unter Bevorzugung seines Großneffen Rüdiger (Sohn des Timo von Sachsen) als Nachfolger, da jener ein Agnat der Wettiner sei. Der Jurist Karl August Prinz von Sachsen-Gessaphe verfasste dazu ein Rechtsgutachten, das seinen Bruder begünstigt. Der Deutsche Adelsrechtsausschuss und das Gesamthaus Wettin betrachten die Albertinische Linie der Wettiner als erloschen; danach ist keine lebende Person mehr befugt, den Titel eines „Markgrafen von Meißen“ bzw. „Königliche Hoheit“ zu führen. (Siehe auch: Familienoberhaupt der Albertiner (Haus Sachsen) und Nachfolgestreit).

## Vorfahren
| Ahnentafel Albert von Sachsen | Ahnentafel Albert von Sachsen                                                                       | Ahnentafel Albert von Sachsen                                                                       | Ahnentafel Albert von Sachsen                                                                       | Ahnentafel Albert von Sachsen                                                                       | Ahnentafel Albert von Sachsen                                                                        | Ahnentafel Albert von Sachsen                                                                        | Ahnentafel Albert von Sachsen                                                                          | Ahnentafel Albert von Sachsen                                                                          |
| ----------------------------- | --------------------------------------------------------------------------------------------------- | --------------------------------------------------------------------------------------------------- | --------------------------------------------------------------------------------------------------- | --------------------------------------------------------------------------------------------------- | --- | --- | --- | --- |
| Ururgroßeltern                | König Johann von Sachsen (1801–1873) ⚭ 1822 Amalie Auguste von Bayern (1801–1877)                   | König Ferdinand II. von Portugal (1816–1885) ⚭ 1836 Maria II. von Portugal (1819–1853)              | Großherzog Leopold II. (1797–1870) ⚭ 1833 Maria Antonia von Neapel-Sizilien (1814–1898)             | Herzog Karl III. (1823–1854) ⚭ 1845 Louise Marie Therese von Frankreich (1819–1864)                 | Fürst Maximilian Karl von Thurn und Taxis (1802–1871) ⚭ 1828 Wilhelmine von Dörnberg (1803–1835)     | Max Joseph in Bayern (1808–1888) ⚭ 1828 Ludovika Wilhelmine von Bayern (1808–1892)                   | Joseph Anton Johann von Österreich (1776–1847) ⚭ 1819 Maria Dorothea von Württemberg (1797–1855)       | August von Sachsen-Coburg und Gotha (1818–1881) ⚭ 1843 Clementine d’Orléans (1817–1907)                |
| Urgroßeltern                  | König Georg von Sachsen (1832–1904) ⚭ 1859 Maria Anna von Portugal (1843–1884)                      | König Georg von Sachsen (1832–1904) ⚭ 1859 Maria Anna von Portugal (1843–1884)                      | Großherzog Ferdinand IV. (1835–1908) ⚭ 1868 Alicia von Bourbon-Parma (1849–1935)                    | Großherzog Ferdinand IV. (1835–1908) ⚭ 1868 Alicia von Bourbon-Parma (1849–1935)                    | Maximilian Anton von Thurn und Taxis (1831–1867) ⚭ 1858 Helene in Bayern (1834–1890)                 | Maximilian Anton von Thurn und Taxis (1831–1867) ⚭ 1858 Helene in Bayern (1834–1890)                 | Joseph Karl Ludwig von Österreich (1833–1905) ⚭ 1864 Clotilde von Sachsen-Coburg und Gotha (1846–1927) | Joseph Karl Ludwig von Österreich (1833–1905) ⚭ 1864 Clotilde von Sachsen-Coburg und Gotha (1846–1927) |
| Großeltern                    | König Friedrich August III. (1865–1932) ⚭ 1891 Luise von Österreich-Toskana (1870–1947)             | König Friedrich August III. (1865–1932) ⚭ 1891 Luise von Österreich-Toskana (1870–1947)             | König Friedrich August III. (1865–1932) ⚭ 1891 Luise von Österreich-Toskana (1870–1947)             | König Friedrich August III. (1865–1932) ⚭ 1891 Luise von Österreich-Toskana (1870–1947)             | Fürst Albert von Thurn und Taxis (1867–1952) ⚭ 1890 Margarethe Klementine von Österreich (1870–1955) | Fürst Albert von Thurn und Taxis (1867–1952) ⚭ 1890 Margarethe Klementine von Österreich (1870–1955) | Fürst Albert von Thurn und Taxis (1867–1952) ⚭ 1890 Margarethe Klementine von Österreich (1870–1955)   | Fürst Albert von Thurn und Taxis (1867–1952) ⚭ 1890 Margarethe Klementine von Österreich (1870–1955)   |
| Eltern                        | Friedrich Christian von Sachsen (1893–1968) ⚭ 1923 Elisabeth Helene von Thurn und Taxis (1903–1976) | Friedrich Christian von Sachsen (1893–1968) ⚭ 1923 Elisabeth Helene von Thurn und Taxis (1903–1976) | Friedrich Christian von Sachsen (1893–1968) ⚭ 1923 Elisabeth Helene von Thurn und Taxis (1903–1976) | Friedrich Christian von Sachsen (1893–1968) ⚭ 1923 Elisabeth Helene von Thurn und Taxis (1903–1976) | Friedrich Christian von Sachsen (1893–1968) ⚭ 1923 Elisabeth Helene von Thurn und Taxis (1903–1976)  | Friedrich Christian von Sachsen (1893–1968) ⚭ 1923 Elisabeth Helene von Thurn und Taxis (1903–1976)  | Friedrich Christian von Sachsen (1893–1968) ⚭ 1923 Elisabeth Helene von Thurn und Taxis (1903–1976)    | Friedrich Christian von Sachsen (1893–1968) ⚭ 1923 Elisabeth Helene von Thurn und Taxis (1903–1976)    |
| Albert von Sachsen            | | | | | | | | |

## Veröffentlichungen
- Die Reform der sächsischen Gewerbegesetzgebung (1840–1861), Dissertation Universität München 1970
- Dresden, Weidlich, Frankfurt 1974, ISBN 3-8035-0474-0
- Leipzig und das Leipziger Land, Weidlich, Frankfurt 1976, ISBN 3-8035-8511-2
- Die Albertinischen Wettiner – Geschichte des Sächsischen Königshauses (1763–1932), St.-Otto-Verlag Bamberg 1989 (1. Aufl.), ISBN 3-87693-211-4; Gräfelfing 1992 (2. Aufl.), ISBN 3-87014-020-8
- Weihnacht in Sachsen, Bayerische Verlagsanstalt München 1992, ISBN 3-87052-799-4
- Die Wettiner in Lebensbildern, Styria-Verlag Wien/Graz/Köln 1995, ISBN 3-222-12301-2
- Die Wettiner in Sachsen und Thüringen, König-Friedrich-August-Institut Dresden 1996
- Das Haus Wettin und Moritzburg, in: Der Schatz der Wettiner – Die Moritzburger Funde, E.A. Seemann Leipzig 1997, S. 13–17.
- Das Haus Wettin und die Beziehungen zum Haus Nassau-Luxemburg, Bad Ems 2003
- König Albert als Politiker …, in: Illustrirte Zeitung –  Wettiner-Jubiläums-Nummer, 8. Juni 1889, Teilreprint – Dresden 2004
- Bayern & Sachsen – gemeinsame Geschichte, Kunst, Kultur und Wirtschaft (mit Elmira von Sachsen und Walter Beck), Universitas München 2004, ISBN 3-8004-1462-7
- Königreich Sachsen: 1806–1918; Traditionen in Schwarz und Gelb, Verlagsgesellschaft Marienberg 2007, ISBN 978-3-931770-67-9